# 栖霞肺音蛛
栖霞肺音蛛（学名：Latithorax qixiensis）为皿蛛科肺音蛛属的动物。在中国大陆，分布于江苏等地。